# Síndrome de Papillon-Lefevre
A Síndrome de Papillon-Lefevre é uma doença genética autossómica recessiva causada pela deficiência em catepsina C.
Em 1924, Papillon e Lefèvre descreveram inicialmente a síndrome que levou seus nomes. Esta desordem autossômica recessiva demonstra predominantemente manifestações orais e dermatológicas; alterações dermatológicas semelhantes podem ser observadas na ausência de achados orais (síndrome ceratoderma palmoplantar de UnnaThost e doença de Meleda). Devido ao padrão de herança autossômica recessiva, os pais tipicamente não são afetados; consanguinidade é encontrada em cerca de um terço dos casos. A característica oral predominante é uma periodontite acelerada que parece ser causada por defeitos na função dos neutrófilos e múltiplos mecanismos imunomediados.
Estudos genéticos de pacientes com a síndrome de Papillon-Lefèvre mapearam o principal lócus do gene no cromossomo 11q14-q21 e revelaram mutação e perda da função do gene da catepsina C. Este gene é importante no crescimento estrutural e desenvolvimento da pele e é fundamental para a resposta imune apropriada das células mieloides e linfoides. Pesquisadores acreditam que a perda da função adequada do gene da catepsina C resulta em uma resposta imune alterada a infecção. Além disso, o
gene alterado pode afetar a integridade do epitélio juncional que circunda o dente.
A síndrome de Papillon-Lefèvre exibe uma prevalência de um a quatro casos por milhão de pessoas na população e acredita-se que existam de 2 a 4 portadores para cada mil
pessoas. Na maioria dos casos, as manifestações dermato- lógicas tornam-se clinicamente evidentes nos primeiros 3 anos de vida. Há o desenvolvimento de ceratose palmoplantar transgressiva e difusa (primeiro ocorre nas palmas e nas solas e então se espalha para o dorso das mãos e dos pés), com relatos ocasionais de hiperceratose folicular difusa, distrofia ungueal, hiperidrose e ceratose nos cotovelos e joelhos.

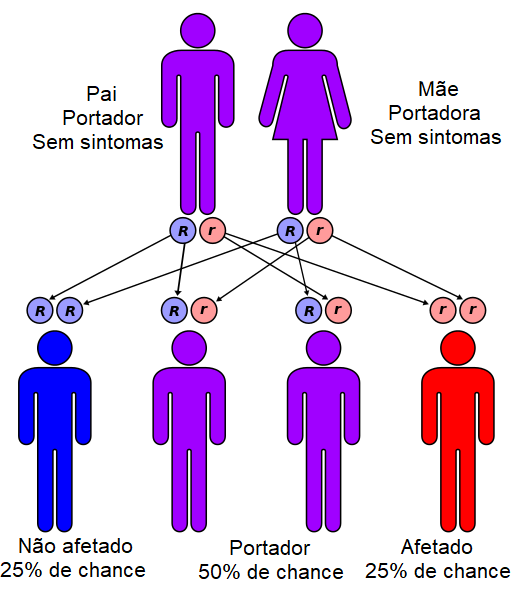
Síndrome de Papillon-Lefevre tem um padrão de hereditariedade autossómico recessivo

## Sintomas
A Síndrome de Papillon-Lefevre é caracterizado por periodontite e queratoderma palmoplantar. A destruição severa das regiões periodontais resulta na perda da maioria dos dentes primários por volta do quarto ano de vida e perda da maioria dos dentes definitivos aos quatorze anos. A hiperqueratose das palmas das mãos e sola dos pés aparece nos primeiros anos de vida.
As manifestações orais consistem em periodontite muito avançada, que é vista tanto na dentição decídua como na
permanente e que se desenvolve tão logo os dentes erupcionam. Uma gengivite hiperplásica e hemorrágica intensa é observada. Uma perda rápida da inserção ocorre, com os dentes perdendo precocemente o suporte ósseo e com aparência radiográfica como se flutuassem nos tecidos moles.

## Tratamento
- Retinóides e antibióticos têm sido usados no tratamento.[4]
- O tratamento que apresenta maior sucesso para as lesões cutâneas tem sido a administração de retinoides (p. ex.,etretinato), que tem determinado melhora considerável, com resolução completa das lesões na maioria dos pacientes. De maneira surpreendente, alguns autores têm relatado melhora na doença periodontal associada durante os períodos de uso dos retinoides, porém outros têm questionado estas evidências. Reações adversas causadas pela administração dos retinoides podem incluir queilite angular, ressecamento labial, queda de cabelo, artralgia, calcificações dos tendões e ligamentos e teratogenicidade. Na tentativa de evitar essas reações adversas, pacientes com manifestações dermatológicas brandas são tratados com lubrificantes tópicos, agentes ceratolíticos (ácido salicílico ou lático),corticosteroides, ou antibióticos.

## Epónimo
A doença é nomeada devido a M. M. Papillon e Paul Lefèvre.